# Абсолютное знание
Абсолю́тное зна́ние (англ. the Ultimate Knowledge, нем. Das absolute Wissen) — термин из дисциплинарной области философии — гносеологии, связан с такими философскими понятиями, как абсолютное и относительное (истина, знание и пр.).
Знание (научное, объективное, реальное, практическое и другое) может выражаться только в обоснованных суждениях, а сами суждения всегда имеют установки, выражающие отношение субъекта к знанию. Абсолютное знание – идеалистическое представление об истине, абсолютном духе, совершенном самопознании, существующем независимо от людей и материального мира, недостижимое, и в то же время, частично открывающееся человеку знание о сути бытия. Как отметил С. Л. Франк: «...бытие всегда и во всяком своём отрезке познаваемо и одновременно непостижимо».
Согласно Гегелю: «абсолютное знание являет собой высшую форму развития абсолютного духа, выражающего собой безусловную полноту всей действительности и в то же время являющегося самой этой подлинной действительностью».
На протяжении всей истории развития философской мысли, существовало и существует многообразие концепций, взглядов и методов исследования, как понятия абсолютного знания (истины), так отношений между субъектом и объектом; определения критериев истинных и ложных утверждений. Эти вопросы лежат в области постоянных философских дискуссий. На протяжении всей истории философии не выработан общий подход и не существует общего критерия, однозначно определяющего понятие «абсолютное знание».
Классическое философское понимание абсолютного знания предполагало существование Бога и неизменность таких понятий, как «абсолютное тождество природы и духа, субстанции и субъекта».
В противовес классической философии, в настоящее время многие мыслители отвергают саму модель абсолютного знания, обосновывая полезность более слабых, релятивистских претензий на знание. Их взгляд на истину основывается на том суждении, что абсолютного знания не существует, оно является истинным для каждого исторического периода и изменяется вместе с расширением области научных знаний.
Сложные вопросы философии, в том числе, и понятие «абсолютное знание» подвергаются популяризации, например, в книгах философа и логика Карла Поппера.

## История познания и пути к Абсолютному знанию
«Все люди от природы стремятся к знанию» — это утверждение программы познания в «Метафизике» Аристотеля закрепило существенную веху развития философской мысли. Уже со времён Платона философы задумывались о проблеме Абсолютного знания. Кто-то понимал Абсолютное знание как знание всего и обо всём. Кто-то же предполагал, что Абсолютное знание — это абсолютный предел, трансгрессию которого человеку осуществить нельзя. Об Абсолюте в познании говорят тогда, когда указывают на идеальную цель и, в то же время отправную точку человеческих исканий: в Абсолют включено всё, что вообще мыслимо, в том числе и то, что мы отнесли к воображению, к субъективным представлениям — как если бы их удалось осознать, постичь во вспышке интеллектуальной интуиции. Поставив задачей отыскание aletheia («несокрытости») — истины в штудиях Сократа и Платона, установив в результате радикального декартовского сомнения основания разума, очертив трансцендентальные границы разума, западная философская мысль пришла к своей вершине, утвердив тезис о достижении Абсолютного знания (VIII «Феноменологии духа»).
Начало системы науки основано на результате опыта сознания, который начинается с «чувственной достоверности» и завершается в абсолютной форме Духа. Абсолютное знание абсолютно, поскольку больше не является мнением сознания. Абсолютное знание – результат очищения сознания, в течение которого истина фихтевского понятия трансцендентального «я» является как разум и Дух, как тотальность реальности.
Х.-Г. Гадамер прокомментировал это так: «Гегель кладёт свой собственный фундамент, на котором он выстраивает абсолютное знание как истину метафизики…, а также и универсальную логику: она эксплицирует возможность идеи Бога [в том виде, в котором она была ещё] перед творением. То есть феноменология Духа вводит нас в движение сознания, познающего бытие сотворённого мира, бытие сущего.
В Предисловии к «Науке логики» Г. В. Ф. Гегель дал такое определение: «Абсолютное знание есть истина всех способов сознания, потому что… лишь в абсолютном знании преодолевается разрыв между предметом и достоверностью самого себя, и истина стала равной этой достоверности, так же как и эта достоверность стала равной истине».
Важно указать на то, что опыт сознания у Гегеля составляет не только опосредование науки и сознания в пределах феноменологии Духа, но и его лейтмотив. Первая наука проходит долгий путь в истории Духа, чтобы стать собой. Вначале, в рамках естественного сознания, наука выступает как чувственное знание или «непосредственный Дух», в котором свидетельствует о наличии знания и негативной по отношению к знанию предметности. Дальше наука идёт к моменту поворота, в котором скепсис относительно способностей естественного сознания заставляет её увидеть своё Абсолютное знание.
Понятие абсолюта не было дано человеческому духу изначально, оно, скорее, было лишь «задано» как цель устремлений философской мысли, движимой потребностью к познанию бесконечного. Из чего возникает такая потребность? Соответствует ли понятию абсолюта какая-нибудь реальность, то есть имеет ли оно денотат? Как должно быть построено это понятие, чтобы ему соответствовало что-либо в действительности? Насколько вообще правомерна такая постановка вопроса? Можем ли мы, не впадая в противоречие, говорить об абсолюте как о «предмете» знания? Если же противоречие должно быть признаком того, что мы находимся на правильном пути к познанию абсолюта (Гегель), то где найти критерий для того, чтобы отличить в самопротиворечивых утверждениях об абсолюте, противоречия, свидетельствующие лишь об ограниченности, беспомощности и заблуждениях конечного духа, от противоречий, выражающих внутреннюю диалектику бесконечного?

## Предпосылка проблемы Абсолютного знания
Классическая новоевропейская философия эксплицируется, рефлексирует, осуществляя свою историю в фундаментальной метафизической позиции, в которой бытие понимается как сознание. Эта позиция характерна в процессе исторического развития, перехода философской мысли от Р. Декарта до Г. Гегеля включительно. Именно она является пространством конституирования ключевых метафизических констант и исторически определённой формы научного знания, воззвавших к жизни новую шкалу философских координат и жизненных ценностей.
Когда бытие постигается как сознание, тогда все сущее понимается через представление и познаётся через тот или иной метод представления. Суть метафизики как интеллектуальной интуиции основывается, в первую очередь, на понимании опыта познания истины, т.е. процесса, посредством которого истинное знание осознаёт себя как абсолютное. Опыт оказывается демонстрацией сознания в его движении к само-достоверности, т.е. к необусловленности само-сознания как реального и совершенно свободного (в этимологическом смысле латинского слова ab-solūte) знания. Целью исследования предпосылок и исторического становления Абсолютного знания был анализ фундаментальной метафизической позиции новоевропейской философии, связанной с пониманием бытия как сознания, обретающей классическое выражение и завершение в проблеме абсолютного знания как интеллектуальной интуиции. Метафизика абсолютного знания получает своё специфическое преломление и сущностную артикуляцию в контексте проблемы интеллектуальной интуиции. Метафизика немецкого идеализма в лице своих представителей уже осознаёт себя «эпохально» в истории становления и систематического осуществления абсолютного духа. История выступает процессом становления самого духа метафизической мысли, то есть постоянной и необходимой формой развития системы Абсолютного знания. В процессе исследования генезиса интеллектуальной интуиции как метафизики разума научной гипотезой исследований выступило положение, что итог классической новоевропейской философии, резюмированный в системе Г. Гегеля, представлял собой рефлексию разделения Абсолютного знания на понятийное знание и интуитивный смысл и последующего трансфера метафизических принципов Абсолютного знания о мире в фундаментальную науку.

## Абсолютное знание и интеллектуальная интуиция
Существует концептуальная связь Абсолютного знания с интеллектуальной интуицией (интеллектуальным созерцанием). Эвристически, рефлексия сознания как самосознания Абсолютного знания связана с философской рефлексией свободы. Практически, сознание есть свобода на пути к Абсолютному знанию, самопостигающий себя смысл в истории. История выступает как самодвижение сознания. Постистория, отрефлексированная послегегелевской наукой, следует рассматриваться как приближение-отдаление от Абсолютного знания. В первой трети XIX в. обнаруживается своеобразный водораздел постклассической науки (например, неевклидова геометрия). Методологически рациональная составляющая (ratio) Абсолютного знания переходит в науку. В  XIX в. завершается проект науки Нового времени (Г. Галилей, Р. Декарт, а потом - Г. Л. Ф. Гельмгольц и М. Планк) как совокупности формального знания о мире. Философия развёртывается как интеллектуальное постижение (от Р. Декарта через Ф. Шеллинга вплоть до А. Бергсона и Э. Гуссерля). Последующее историческое развитие философской мысли представляет собой разделение (διαρεσις) Абсолютного знания на научное знание фундаментальной науки и интуитивный смысл философии как метафизики разума. Завершение новоевропейской классики философской мысли оформляется в изданном в 1807 году философском трактате Г. Гегеля «Феноменология духа».

## Вводные положения Абсолютного знания и развитие идеи Абсолютного знания
Философское понятие «Абсолютное знание» ввёл И. Г. Фихте, который утверждал, что: «…абсолютное может иметь только абсолютное проявление, то есть только одно (простое, вечно равное себе) проявление в отношении к многообразию; и это есть абсолютное знание». Здесь стоит подчеркнуть различие фихтеанского и последующего гегелевского понимания Абсолютного знания. Фихте видел Абсолютное запредельным любому пониманию, и интеллектуальное созерцание его и есть знание Абсолютного, то есть, интеллектуальная интуиция. Но Г. Гегель видел Абсолютное знание как саму Абсолютную идею, точнее как её необходимый, но совершенно свободный результат. Так, в «Феноменологии духа» Г. Гегель даёт следующее определение понятию Абсолютного знания: «Наука как постигание самостью себя в понятии. — Это последнее формообразование духа, дух, который своему полному и истинному содержанию придаёт в то же время форму самости и благодаря этому в такой же мере реализует своё понятие, как в этой реализации остаётся в своём понятии, есть абсолютное знание; это есть дух, знающий себя в формообразовании духа, или знание, постигающее в понятии». Интеллектуальная интуиция как результат движения рефлексии к Абсолютному знанию имеет большой эвристический потенциал, что, тем не менее, не отменяет философского вопрошания о самой возможности знания Абсолютного как такового.
Интеллектуальная интуиция после Р. Декарта выступает преимущественно метафизическим познанием. Т. Гоббс, Дж. Локк и, особенно, Д. Юм подчёркивали необходимость непосредственного чувственного опыта, поскольку его разрушение ведёт лишь к пустой рефлексии. Критике подвергалась сама возможность метафизического познания. Но английский эмпиризм не был возвращением к обычному опыту в его наивной уверенности, что он способен познавать мир непосредственно, причём так, как он реально и действительно есть. Явления и есть реальность, если не вся и не окончательная реальность.
И. Кант во многом принимал эмпирическую критику самой возможности метафизического познания, которое осуществляется посредством интеллектуальной интуиции. Д. Юм в первой книге «Трактата о человеческой природе» отмечал, что субъективные условия познавательного процесса оказываются непреодолимым препятствием для познания вещей как таковых. Иная позиция заключается в том, что субъективные условия просто необходимы для осуществления практических нужд и целей человеческого разума. И как раз здесь И. Кант обнаруживает совершенно иной род реальности, которая игнорировалась традиционной метафизикой. Он пишет: «До сих пор считали, что всякие наши знания должны сообразовываться с предметами… (но), следовало бы попытаться выяснить, не разрешим ли мы задачи метафизики более успешно, если будем исходить из предположения, что предметы должны сообразовываться с нашими познаниями». Хотя необусловленное сущее или «вещь-в-себе» непознаваема, согласно И. Канту, именно в силу этого обстоятельства, вещь в своей явленности, как раз и есть вся полнота реальности. Всё сущее являет себя в строго определённых условиях, и это есть трансцендентальные условия однородного и интеллигибельного опыта постижения явлений как таковых. Эти условия внутренне присущи человеческому разуму. В силу этих условий разум способен осуществлять присущую ему трансцендентальную мощь, чтобы свободно конституировать объекты, подлежащие строго научному познанию. Последующие мыслители соглашались с Кантом, что трансцендентальная способность суждения имеет непосредственное и весьма важное значение.
В своей критической философии Кант показал необходимость построения системы знания в терминах природы разума. Но выясняя вопрос о том, как возможна метафизика, в то же время, проект построения метафизики как системы, он осложнил весьма существенными трудностями. Поэтому первые философские публикации Фихте, Шеллинга и Гегеля связаны с вопросом о системе. Согласно Канту, философия стремится к системе, т. е. к внутреннему единству идей Бога, мира и человека. Система призвана раскрывать внутренне единство всего сущего в целом. Человек пребывает в многообразии сущего в целом, и он знает об этом целом. В знании этого мы отличаемся только в ясности и глубине. Мы обнаруживаем себя в таком познавании бытия, и мы стремимся прояснить и обрести основу этого познания не только вопреки, но и благодаря тому критическому барьеру, который был сооружён Кантом. Ведь вся его критика опиралась на предпосылку, которая имеет отчасти негативный характер, что сущее как целое должно быть познаваемо в смысле опыта или оно непознаваемо вообще; и что, следовательно, любое познаваемое сущее должно быть объектом. По сути, Кант заложил методологию познания как науку. Сущность философии Кант определял суммарно как teleologia rationis humanae, т. е. как науку о целях человеческого разума. Немецкий идеализм после Канта прокладывал иной путь понимания философии, а именно: философия есть интеллектуальное созерцание абсолютного.
Мартин Хайдеггер, подводя итог более чем двухтысячелетнему развитию мысли, отметил, что: «Философия начинается с „признания“, что она не является таковой без абсолютного…. Философия — абсолютное знание — знание абсолютного». Итак, хайдеггеровская рекапитуляция новоевропейской классики представляет важнейший методологический вывод: исторически Абсолютное знание не только возможно, но и необходимо.

## Абсолютное знание и переход к постзнанию
Проблема абсолютного занимает ключевое место в пространстве генезиса классической мысли Нового времени от Р. Декарта до Г. В. Ф. Гегеля, чья философская система явилась абсолютным выражением и по сути дела завершением метафизической позиции, связанной с пониманием бытия как сознания. Решающее воздействие на формирование основной проблематики новоевропейской философии имели рефлексии Н. Коперника и Г. Галилея, что произвело революцию не только в научном познании, но и в пространстве метафизической мысли. «Новация» Коперника явилась свидетельством новой логики мышления, да и по сути новой разумности самой по себе (ratio). Последствия революции Коперника заключались отчасти в том, что мир обычного опыта утрачивал право быть исходной точкой отсчёта и правильно ориентирующего центра в истолковании чувственно воспринимаемых вещей и явлений. Обычное, привычное и знакомое уже более не есть достоверное, то есть истинное. Если даже наиболее достоверное в повседневном опыте (факт вращения Солнца вокруг Земли) оказывается сомнительным, то вся структура этого опыта и присущих ему кодификаций отныне ставится под вопрос. Истина уже не есть нечто присутствующее и данное, нечто само себя являющее и раскрывающее, но постигаемое благодаря строго определённому и последовательно применяемому методу. Истина наделяется методологическим измерением, обретая тем самым инструментальный характер. Знание постепенно становится вотчиной фундаментальной науки как таковой. Отсюда, впоследствии, и концепция практики как исходного и окончательного критерия истинности положений (вплоть до марксового 11-го тезиса о Л. Фейербахе, что закрепило завершение европейской классики).
Истина теперь постигается и устанавливается не в результате ориентации на привычное, обычное и знакомое, а в силу тех исследовательских гипотез, проектов и процедур, которые бросают вызов и отвергают всё привычное. Если революция Коперника заменяет обычный опыт в постижении истины теоретико-методологической схематикой, то мышление Галилея создаёт новую концепцию природы, в основу которой полагается идеализация, по мнению Гуссерля, «реальности… под водительством новой математики; выражаясь современным языком, она сама становится неким математическим многообразием». Такое понимание истины означает переход к всё большей идеализации истины и формализации Абсолютного знания.
В новой концепции природы идеализация (онтологическое наложение на понятийную решётку) получает определяющее значение, поскольку все природные процессы, будучи постигаемыми через принцип всеохватывающей каузальности, редуцировались, так или иначе, к математической формуле, представляющей собой формальное моделирование предметной области. Тем самым, из сферы постижения истины устраняется тот изначальный жизненный мир (Lebenswelt), который как раз и определяет мышление в его историческом измерении. Именно эта тенденция устранения жизненного мира из обычного и привычного опыта в деле постижения истины в философии Р. Декарта получает своё метафизическое обоснование. Здесь мыслящее Я, через приостановку унаследованной веры и влияния традиционного знания (редукцию, разделение), через приостановку действенности повседневного опыта и обычного жизненного мира, причём посредством методически последовательного сомнения, становится автономным, то есть сугубо свободной, совершенно независимой инстанцией в деле постижения истины как таковой. Разум есть сама по себе мыслящая субстанция, res cogitans; и как субстанция, разум способен созерцать подлинную природу всего сущего (интеллектуальная интуиция). Разум обретает способность к такого рода созерцанию потому, прежде всего, что он субстанционален, то есть он может быть свободным от любого рода телесных аффектов, от всевозможных эмоций, страстей и даже ощущений. В силу такой способности разума к созерцанию подлинная природа телесности мира как таковой редуцируется к чистой протяжённости, которая истинно описывается скорее языком математического исчисления, нежели языком обычного опыта или чувственного восприятия. Отметим, что уже у Декарта, у истоков новоевропейской классики намечается разделение (диарезис) знания и смысла.
Проведённые исследования показали, что в новоевропейской науке мир идеализируется посредством математической формализации, благодаря чему он раскрывает собственную интеллигибельность, и, тем самым, становится подлинно познаваемым в рамках понятийной методологической решётки. Смысл всего сущего, тем самым, познаётся через интеллектуальную интуицию ноуменально, тогда как обычный опыт ограничивается лишь явлениями вещей как таковых. Отсюда дуализм между явлениями, принадлежащими миру чувственного опыта, и ноуменальным опытом, который раскрывается интеллектуальной интуиции. С такого рода дуализмом между миром явлений и ноуменов можно сопоставить различие между свободой как таковой и полной зависимостью в силу полной вовлечённости в мир явлений. Согласно Р. Декарту, свобода осуществляется, прежде всего, в сфере мысли, то есть прежде всего в том, где человек способен полностью владеть самим собой на уровне знающего себя мышления. Как раз это и есть уровень рефлексии, то есть инстанция самосознания, как рефлектирующего и саморефлектирующего сознания. Способность знать, согласно Гегелю, есть возможность становиться сознанием всего того, что существует, причём существование понимается в самом широком смысле. Сознание в процессе развёртывания своей способности постижения вещей как таковых постепенно освобождает себя от зависимости со стороны вещей, поскольку оно становится знанием себя как сознания, а значит само-сознанием. Только на уровне самосознания человек способен преодолевать вовлечённость в мир чувственных влечений, потребностей и впечатлений. Нерефлексивное погружение в хаос чувственных влечений, интересов и потребностей означало утрату человеком самого себя, своей разумной субстанции и мира в его подлинной интеллегибельности.
Таким образом, попытка нарождающейся новоевропейской науки ухватить мир таким, каков он есть, привела к выделению интеллектуальной интуиции как познавательного инструмента, что произошло благодаря исследованиям И. Канта.
Следует подчеркнуть, что новоевропейский эмпиризм также разделял кризис уверенности в надёжности обычного опыта в деле познания истины. Суть такого кризиса в том заключается, что этот опыт не позволяет нам раскрывать сущность вещей самих по себе. В этом опыте мы получаем лишь образы вещей и впечатления относительно их, тогда как наши идеи производны от содержания ощущений, а тем самым и от наших органов чувств. К тому же нет такой прозрачной и светоносной среды, в которой вещь раскрывала бы себя так, как она подлинно и сама по себе есть. Вот почему «Знание… имеет тенденцию расцениваться как орудие для овладения абсолютом или как среда, через которую его обнаруживают». Гегель в этой связи пишет, что «если познавание есть орудие для овладения абсолютной сущностью, то сразу же бросается в глаза, что применение орудия к какой-нибудь вещи не оставляет её в том виде, в каком она есть для себя, а, напротив, формирует и изменяет её. Или, если познавание не есть орудие нашей деятельности, а как бы пассивная среда, сквозь которую проникает к нам свет истины, то и в этом случае мы получаем истину не в том виде, в каком она есть в себе, а в том, в каком она есть благодаря этой среде и в этой среде. В обоих случаях мы пускаем в ход средство, которым непосредственно порождается то, что противоположно его цели; или нелепость заключается скорее в том, что мы вообще пользуемся каким-либо средством. Правда, может казаться, будто этот недостаток устраним, если мы узнаем способ действия орудия, ибо такое знание даёт нам возможность вычесть в итоге то, что в представлении, которое мы получаем об абсолютном при помощи орудия, принадлежит этому последнему, и таким образом получить истинное в чистом виде. Но эта поправка на деле вернула бы нас к исходному положению. Ведь если мы отнимем от сформированной вещи то, что сделало с ней орудие, то эта вещь – в данном случае абсолютное – предстанет перед нами опять в том же самом виде, в каком она была и до этой, стало быть, ненужной работы».
Современные исследователи К.А. Сергеев, А.М. Толстенко отмечают, что вся новоевропейская философия, включая абсолютный идеализм Гегеля, есть по сути дела метафизика сознания, которая принимает достоверность осознания в качестве первоначального знания. В бытийном понимании исходным оказывается акт мышления. При этом допускается такого рода ситуация, когда акт мышления оказывается одновременно и актом порождения особого рода объектов. Ego cogito устанавливается и как субъект той совокупности операций, посредством которых задаётся тот или иной объект. Т. е. вводится в метафизику сознания такой привилегированный случай, в котором акт мышления совпадает с объектом мышления.
Принцип Ego cogito был открыт Р. Декартом, но, он, как несомненное (inconcussum) основание (fundamentum) истины (veritas), не получил надлежащего объяснения в его философии. Декарт не достиг обоснования абсолютной достоверности принципа Ego cogito. Следуя средневековой традиции мышления, Декарт постулировал мыслящее Я как ens creatum. И абсолютную достоверность принципа Ego cogito Декарт основывал на доказательстве существования Бога (онтологическое доказательство) как Творца всего сущего. Тем самым, оказалось сомнительным провозглашение этого принципа в его совершенной достоверности. Лишь сознание себя как мыслящего Я может быть фактически абсолютным знанием, то есть исходным и несомненным знанием. В постижении истины как достоверности самую существенную роль играет самопознание. Природу и ограничение сознания как первореальности исследовал И. Кант в «Критике чистого разума». Он оставил Гегелю возможность испытания абсолютности знания истины в плане понимания её как достоверности. Если Декарт открыл «новую землю», выдвигая на первый план понимание бытия как сознания, то Гегель получил эту землю в полное владение, выясняя абсолютный характер знания в горизонте нового бытийного понимания.
Но почему возникает проблема абсолютного знания? Следует отметить, что в современной истории философии не прояснён эвристический потенциал категории «Абсолютное знание». Несомненно, Абсолютное знание есть определённое движение и результат развития духа.
Мыслящее Я, по Декарту, есть та интеллектуальная интуиция, которая раскрывает истинный мир сущего в отличие от мира обычного опыта. Как пишет Декарт: "Я достоверно знаю, что я — вещь мыслящая. Но значит ли это, что мне известно всё необходимое, чтобы быть уверенным в (существовании) какой-либо вещи? Ведь в этом первом осознании не содержится ничего, кроме некоего ясного и отчётливого представления о том, что я утверждаю; а этого совсем недостаточно, чтобы убедить меня в истинности вещи, которую я мыслю, если я когда-либо смогу понять, что какая-то вещь, которую я столь ясно и отчётливо воспринимаю, на самом деле ложна: исходя из сказанного, мне кажется, можно установить в качества общего правила: истинно всё то, что я воспринимаю весьма ясно и отчётливо. Таким образом, истинный мир предоставлен скорее мышлению, нежели обычному или чувственному опыту. Можно сказать, что истинный мир постижим лишь в той мере, в какой осуществляется преодоление, выход за пределы обычного опыта. Мышление постигает вещи ноуменально, тогда как обычный опыт ограничивается лишь их явлением. Отсюда дуализм между миром явлений, который принадлежит чувственному опыту, и ноуменальным миром, который раскрывается в интеллектуальной интуиции. С такого рода дуализмом мы можем сопоставлять различие между сферой свободы и полной погружённостью человека в мир явлений. Согласно Декарту, свобода осуществляется, прежде всего, на уровне мышления, поскольку только на уровне знающего себя мышления человек способен полностью владеть самим собой. И это есть уровень рефлексии, то есть само-сознания. Лишь на этом пути человек может овладевать природой, чтобы избежать утраты самого себя и мира в его сущностной интеллигибельности, не впасть в состояние отчуждённости от Абсолютного знания.
Принцип cogito выдвигает идею привилегированной данности сознания как особого рода непосредственного знания. Осознавание чего-либо имеет характер аподиктической достоверности.
Даже то, что Дух в пределах феноменологии достигает абсолютного знания, не завершает движение сознания, т.к., в опыте сознания у Гегеля речь идёт об одновременно нескончаемом круговороте знания и конечном процессе познания. Этот круговорот происходит как переход неизвестного в известное в акте бесконечного познания. И бесконечно оно, поскольку познаваемый предмет пребывает процессе изменений, а значит и опыт о нём нуждается в постоянном доращивании. Таким образом, в этом процессе Дух проявляется как конститутивная феноменальность сознания и фактор направленности его развития. Дух в процессе разворачивания своей конкретности проходит через разнообразные гештальты и формы собственной воплощённости в них как события. В этом процессе Дух вбирает в себя все эти формы, снимает их и преодолевает. Тут опыт сознания обнаруживает ошибочность своих первичных оснований, а именно: якобы (кажущееся) деление на знание реальность, на бытие и значение, на истину и познание. Таким образом, опыт сознания свидетельствует о себе как про- и вы-явлении абсолютного в явлениях. В связи с этим становится очевидной важная заслуга Гегеля в обнаружении того, что будто бы «непосредственно данный в созерцании предмет, который следует только воспринимать, оказывается зависимым от толкования, да и ещё не является непосредственно данным. Осознание связи проблемы опыта, с одной стороны, и интеграция, с другой стало важным шагом в истории опыта. Концепция опыта сознания, без-условно, открыла немалые возможности для анализа опыта вне познавательной проблематики. Однако она имеет и свои ограничения, становящиеся очевидными в сравнении с эпистемологии опыта. Ограниченность понятия опыта у Гегеля прежде всего состоит в своего рода дефиците признания за вещами статуса предметов чувственной достоверности. Для Гегеля в любом истинном познании Абсолют познаёт самого себя: тот, кто познаёт, и то, что познают, в основе своей – одно и то же. Особенность гегелевского подхода к опыту состоит в том, что предмет и сознания различаются лишь в пределах переживания естественного сознания, а для философского диалектического рассмотрения они предстают как тождественные в Абсолюте. Таким образом, невозможным оказывается определение того, как возможно познание действительности, которая не зависит от сознания, то есть система науки делает как минимум сомнительным, а как максимум – невозможным естественные и точные науки.
	Резюмируя, отметим, что объект мышления задаётся самим актом мышления. Этот предельный случай, с которого начинается собственно философствование, выражается понятием интеллектуальной интуиции, что собственно, своими актами продуцирует предметы и предоставляет их созерцанию. Оно способно созерцать свои же собственные мысли подобно тому, как мы способны созерцать чувственно воспринимая вещи. И. Кант же будет доказывать, что человек не может иметь интеллектуальное созерцание как таковое, что стало вотчиной фундаментальной науки, и смысл, что стало предметом реализации т.н. «практического разума». Только отождествление науки и философии, Абсолютное знание с интеллектуальной интуицией, ставит барьер интеллектуальной интуиции.
	На самом деле, уже в философии Канта окончательно оформилось разделение Абсолютного знания на знание (теоретическое) и смысл (интеллектуальное).
	Именно, как раз в связи с проблемой интеллектуальной интуиции Кант проводит строгое различие между теоретическим и практическим разумом. Субъект теоретического познания не способен к интеллектуальному созерцанию. Он познаёт явления, т. е. феномены, а не ноумены или вещи сами по себе. Практический же разум имеет дело с предметами не в целях их познания, а скорее со своей собственной способностью осуществлять эти предметы в самой действительности. 
	Согласно Канту, базисные понятия разума суть идеи Бога, мира и человека. Но эти ведущие понятия, говорит Кант, не могут быть объективными представлениями, призванные поставлять сам подразумеваемый объект. Но то, что мыслится в этих идеях, что в них есть мыслимое, т. е. Бог, мир и человек, должно быть принято как существенно определяющее в том смысле, что познание возможно только на основе мыслимого в них. Другими словами, мыслимое в этих идеях не может быть произвольно измышляемым или свободно изобретаемым. Оно должно быть само познаваемое в подлинном знании. Такого рода знание всего сущего в целом должно быть истинным познанием первого порядка, поскольку именно оно основывает и определяет любое другое знание. Однако познание в своей основе, как резюмировал Кант, опираясь на Парменида и неоплатоников, есть созерцание как непосредственное представление сущего как такового. Таким образом, созерцание, которое конституирует исходное и истинное познавание, призвано постигать так же и бытие в его тотальности, т. е. Бога, мира и самой природы человека или подлинной его свободы. 
	И здесь ещё раз важно отметить следующее. Согласно Канту, познание чего бы то ни было невозможно вне чувственного созерцания. «Человек не только в познании истины, но и в своей непосредственной жизнедеятельности так или иначе руководствуется идеалами «чистого разума», однако, если он стремится быть здраво рассуждающим, будучи существом чувствующим, он обязан внимать присущим изначально границам его чувственности и рассудка. Другими словами, он не должен преступать пределов своей природы, имеющей смысл подлинной человечности…». Истинно познаваемыми являются только те объекты, которые имеют чувственно воспринимаемый характер. И поскольку сверхчувственные объекты, т. е. Бог, мир-как-тотальность, и человеческая свобода, не подлежат чувственному восприятию, то они не есть подлинно познаваемое. Если аргументация Канта относительно этого в «Критике чистого разума» вполне доказательна, то с Кантом вполне согласны Фихте, Шеллинг и Гегель в том, что Бог, мир и свобода суть объекты или вообще «вещи». Но Кант не продемонстрировал нигде, что любое созерцание должно быть всегда только объектным и в этом смысле объективным созерцанием. Он лишь показал, что подразумеваемое в Идеях не есть научно познаваемое, коль скоро оно не есть объектное и не может быть сконструировано достоверно как объекты в опыте познания вещей природы. Мыслимое в идеях, согласно Канту, не познаваемо лишь при допущении требования, что оно должно и могло бы быть реально познаваемым только через посредство чувственного созерцания. Но если полагаемые Кантом Идеи (Бог, мир и человек) не есть произвольно измышляемое или чисто воображаемое, то каким образом ещё мыслимая в них истина может быть засвидетельствована, если не познанием? Ясно, что только познанием, причём при наличии сознания, что такое познание вовсе не призвано знать объекты. Скорее, оно призвано знать не объекты, но прежде всего то, что не есть объективируемое и тем самым объективное. Это не есть объективное познание сущего в целом, коль скоро оно знает уже себя как истинное и абсолютное познание. Но как это возможно, как это мыслимо вообще?
	Немецкий идеализм, начиная с Фихте и Шеллинга, выходит за пределы критической философии Канта к необусловленному знанию абсолютного. Но само это знание остаётся в сфере трансцендентальной субъективности, которая была открыта Кантом, но не отрефлексирована им в достаточной степени. По сути, немецкий идеализм был отклонением от Канта, игнорируя, установленные Кантом границы человеческого мышления. В этом случае Кант воспринимается лишь как критик метафизики якобы в стремлении её полного разрушения или как мыслитель, редуцирующий философию к теории познания. Но если понимать Канта в терминах понятия философии, которые он развивает в конце «Критики чистого разума», то, как раз немецкий идеализм, вполне серьёзно воспринимает и последовательно разрабатывает это понятие. Философия, пишет Кант, «есть наука об отношении всякого знания к существенным целям человеческого разума (teleologia rationis humanae)…». С этого и начинает немецкий идеализм; т. е. с того начинает он, причём непосредственно, до чего Кант доводит философское мышление в целом.
	Следует отметить, что гегелева феноменология духа завершается там, где снято различие между знанием и мнением. В абсолютном знании искусство сливает в произведении и Я, и вещь; философия завоёвывает позицию абсолютного сознания; религия подступается к Богу в творении. В искусстве, философии и религии индивидуальное мышление находится в снятом состоянии, не имеет значения, кто мыслит, однако даже в снятом виде мнение индивида присутствует негативным образом. В логике нам представляется первая наука как наука возможных модусов бытия, в пределах которой мы заняты содержанием мышления. Тут мысль принципиально лишена измерения «для нас», она освобождается от того, что Гегель называет «субъективным мнением индивида». Феноменология Духа завершается, а логика начинается там, где Дух достигает своей высшей формы – универсальности.
Гегелевская логика относится к чистой мысли как к уже имеющей определённое «трансцендентальное содержание». Для Канта трансцендентальная логика была логикой конечных существ, которые прилагают общие понятия к ощущениям в опытном синтезе рецепции и спонтанности.
Для Гегеля трансцендентальная логика обретает черты учения о форме мысли, которое естественно имеет определённое содержание и в то же время старается удержать связь с онтологией, когда понятие бытия, ничто или становления касаются самого бытия, самого ничто или самого становления.
Логика Гегеля рассматривает чистое мышление в тождестве мысли и мира. И диалектика тут – движение становления чистого мышления. Объективная логика, первая и вторая часть «Науки логики» охватывает проблематику начала диалектики от бытия и ничто до сущности и явления. Становление мысли идёт через объективно-логические категории к царству субъективной логики, где размышление касается уже понятия понятия. Тут понятийное отношение рассматривается на ещё более чистом уровне, на метауровне.
Немецкий идеализм становится тем самым необусловленным развитием трансцендентальной философии в её движении к метафизике как логике Абсолютного знания о Боге, мире и человеке.

## Абсолютное как принцип конструирования в философии
Абсолютное оказывается принципом конструирования в философии, причём конструирование в немецком идеализме понимается не как метафизическое познание в смысле Канта, которое «исследует на основании априорных понятий всё, что есть»; но в том смысле, в коем Кант определяет математическое познание, способное «судить a priori на основании одного лишь конструирования понятий…». Однако для этого необходимо чистое созерцание. Впрочем, сам Кант обосновывал возможность чистого созерцания; и немецкий идеализм указывал прямо, что пространство и время, согласно Канту, даны нам в созерцании помимо чувств, поэтому они суть нечувственные созерцания. И свободу Кант понимал как сверхчувственный факт. Если же созерцание конституирует исходно и истинное познавание, то само это познавание призвано постигать, прежде всего, мыслимое в идеях Бога, мира и человека, то есть бытие в его тотальности. Эта тотальность в силу своей природы уже не может быть мыслима в терминах отношений к чему-либо ещё. Эта тотальность всего сущего не имеет относительного характера, она абсолютно свободна от каких-либо отношений, и будучи совершенной безотносительностью она называется Ab-solūtē. Ведь ab-solūtio как раз и есть освобождение, чтобы быть совершенно, то есть безусловно и вполне.
Абсолютное есть то, что освобождается от всякой зависимости со стороны чего бы то ни было, но оно обычно понимается как абсолютная вещь, поскольку мы, как правило, полагаем, что мыслимое нами всегда есть как та или иная вещь. Вот почему, абсолютное, не может быть мыслимо, поскольку, во-первых, абсолютной вещи нет вообще; во-вторых, абсолютное не может быть вещью как таковой. И если абсолютное должно быть познано как тотальность Бога, мира и человека, то познание этой тотальности призвано быть, прежде всего, созерцанием. Но, созерцание абсолютного, призвано постигать то, что мы не можем воспринимать чувствами. Не чувственное познаётся через intellectus, поэтому нечувственное созерцание называется интеллектуальным созерцанием. А поскольку философия призвана быть истинным познаванием сущего как тотальности, постольку она есть интеллектуальное созерцание абсолютного. Потому, Абсолютное знание достигается интеллектуальной интуицией смысла как такового.
	В силу этого изменяется само понятие разума. Понятие разума возвращается, тем самым, к своему изначальному значению, а именно: непосредственное схватывание и постижение, восприятие в самом широком смысле. Следовательно, интеллектуальная интуиция есть созерцание, присущее только разуму.
	Коль скоро интеллектуальное созерцание не нуждается в чувственном опыте, то и познаваемое в этом созерцании лишено требования быть объективируемым. Абсолютное как раз и есть то, знание чего не нуждается в объективации вообще. «Абсолютное знание…выступая для Гегеля в роли такой «силы», в отличие от сознания, умеет видеть мир вещей в их бесконечности». Таким образом, в гегелевской системе новоевропейская классика приходит к осознанию истины и смысла Абсолютного знания как целого. Такое необъективируемое познание сущего в целом уже осознаёт себя как истинное и абсолютное познание. Оно призвано познавать то, что не стоит где-то против мышления как объект, но что само становится и осуществляется в познании, и такое становление в движении к самому себе в раскрываемой истине как раз и есть абсолютное. Именно в этой связи Шеллинг после опубликования «Системы трансцендентального идеализма» постоянно подчёркивал, что для осуществления интеллектуального созерцания необходимо освободить себя от диктата повседневного опыта восприятия и познания вещей.
	В работе «Дальнейшее изложение моей философской системы» (1802) Шеллинг пишет, что стремление всё объяснять, присущее обычному мышлению, уводит от изначальной неразличимости мышления и созерцания, которая характерна для подлинного философствования. Такого рода неразличаемость, как раз и есть тот недифференцированный континуум интеллектуального созерцания, в котором мышление созерцает, а созерцание мыслит; в котором всё различаемое присутствует совместно, т. е. в единой тотальности. Постижение неразличимого в различном возможно только через интеллектуальную интуицию, поэтому абсолютное тождество, как «полная нерасчленённость» природы и духа, объекта и субъекта, Шеллинг называет разумом. Это тождество есть по сути дела «апология принципа всеединства, как его понимает Шеллинг» . «Интеллектуальное созерцание есть в общем способность видения универсального в особенном, бесконечного в конечном, объединяемых в живом единстве…» . Единство мышления и бытия, постигаемое в интеллектуальном созерцании, не есть единство в том или ином аспекте, «но абсолютно в себе и для себя». Видеть истинное в любой истине, чисто познаваемое во всём познанном, «означает поднимать себя до созерцания абсолютного единства и таким образом до интеллектуального созерцания в общем», - речь идёт об утверждении «абсолютного в познании и познания в абсолютном» . И это соответствует математическому познанию, в котором мышление способно созерцать понятия с помощью наглядных построений, как это имеет место, скажем, в геометрии. Интеллектуальная интуиция, согласно Фихте, как раз и есть конструирование понятий. И Шеллинг развивает эту тему, утверждая, что только в интеллектуальном созерцании постигается абсолютное единство бытия и мышления . Только в этой идее возможно подлинное конструирование понятий и конструирование вообще как истинное, и абсолютное познание. Абсолютное в интеллектуальном созерцании делает возможным такое познавание, которое есть только в абсолютном. Абсолютное не есть вне познания как объект, и оно не есть внутри себя как мысль в познающем субъекте. Оно есть единство познающего и познаваемого в их изначальном единстве. И это есть «первый шаг к истинному идеализму и к той философии, которая есть в абсолютном». 
	Потому, основной задачей Абсолютного знания есть раскрыть этот Мир… как таковой, т.е., раскрыть бытие в завершённости целостности его пространственно-временного существования….
	Феноменология духа Гегеля – это исторический водораздел, после которого возникает не только «постистория», но и «постнаука». Причём, метафизические основания Абсолютного знания принимают статус науки.
	Любое последующее познание словно совершает колебания, приближаясь и отдаляясь от рефлексий системы «Энциклопедии философских наук», что выступила своеобразным резюме Абсолютного знания классической новоевропейской философии. Гегель осмыслил Науку как процесс автогенерирующего Абсолютного знания, что есть не только результат, а совокупность всех этапов развития: 	«Ибо суть дела исчерпывается не своей целью, а своим осуществлением, и не результат есть действительное целое, а результат вместе со своим становлением» .
	Основные метафизические принципы Абсолютного знания о мире в итоге переходят от философии в фундаментальную науку. Происходит разделение Абсолютного знания на смысл постижения в философии и знание, трансфер метафизических принципов которого происходит от философии к математике и физике, что подметил ещё в начале XX в. Х. Ортега-и-Гассет.
	На Гегеле новая классическая европейская философия по сути заканчивается, подготавливается почва для возникновения постмодернистского дискурса. На первый план постепенно выходит интеллектуальная интуиция всё больше иррационалистского толка. 
	Р. Гайм, резюмируя воззрения Гегеля, заключил: «Абсолютное есть столько же субстанция, сколько и субъект», т.е. тот только способ мышления можно назвать истинным, который себя чувствует, подобно эллинскому, в гармоническом соединении со вселенной, сохраняя в то же время полное сознание и целостность рефлексии, как она обусловлена новейшим временем, протестантизмом и «просвещением» .
	Обобщая изложенное выше, следует отметить преемственность исследовательских проектов: Ф. Шеллинг – А. Шопенгауэр – Ф. Тренделенбург – Ф. Брентано – Э. Гуссерль и далее, через М. Хайдеггера, до западноевропейского постмодернизма, итогом чего выступило всё больше нарастание интуитивной составляющей западной философии.
Интересно, что Абсолютное знание у Гегеля, по сути, выступает самой действительностью, или «являет собой высшую форму развития абсолютного духа, выражающего собой безусловную полноту всей действительности и являющегося самой этой единственно подлинной действительностью».

## Итоги движения к Абсолютному знанию. Проблема «постзнания»
В исторической оптике, новоевропейская классическая философия — это переход (трансфер) знаниевой составляющей от философии к фундаментальной науке.
	Благодаря Гегелю не философия стала наукой, но метафизические основания Абсолютного знания стали неотъемлемой частью методологии фундаментальной науки, что во многом обусловило взрывное развитие последней в XX в.
Отныне, история мышления и истинного знания понимается как то, что есть самое сокровенное в истории осуществления движения к Абсолютному знанию. Метафизика немецкого идеализма в лице своих представителей уже осознаёт себя «эпохально» в истории становления и систематического осуществления абсолютного духа. Немецкий идеализм в лице, прежде всего Гегеля, становится историей философии в том смысле, что сама история мысли есть путь системы Абсолютного знания в его к самому себе движении. История теперь уже не есть то прошлое, в котором мысль себя завершает и тем самым выпадает как бы в осадок. История, знания уже с самого начала понимаемая метафизически, становится процессом становления самого духа метафизической мысли, то есть постоянной и необходимой формой рефлексии развития системы как пути интеллектуальной интуиции к Абсолютному знанию.
Интеллектуальная интуиция, будучи основой философии немецкого идеализма, не есть просто измышление или нечто просто воображаемое, но реальный труд, действие. Используя язык Гегеля, отметим, что в таком понимании «труд» становится ключевым словом реализации самого по себе Духа. Бытие как тотальность, то есть Бог, мир и человек, постижимо только тогда, когда познание способно осознать себя как интеллектуальную интуицию, то есть как абсолютное познание и абсолютное знание. Интерпретация истинного и абсолютного познания как интеллектуального созерцания не есть просто произвольное и сугубо романтическое истолкование наследия философии Канта. Эта интерпретация раскрывает скрытую предпосылку, которая полагается в начало системы математического разума, обретающего метафизическое измерение. Только когда идея системы становится сознанием необходимости абсолютной системы разума, которая знает себя в абсолютном познании, только тогда система основывается и эксплицируется в своих собственных терминах; то есть она должна быть строго достоверной в математическом смысле и в стремлении постижения тотальности всего сущего. Она должна быть основана на абсолютном знании как само-сознании. И где система знает себя в этом плане как необусловленную необходимость, только там требование системы есть исходное, основное и сокровенное. Система абсолютного знания становится возможной, если понимать всю предшествующую историю философской мысли как предварительные и переходные стадии «формообразований» сознания, ориентированных на абсолютную систему, которая отныне отыскивается во всей истории философии.
	На Гегеле происходит разделение Абсолютного знания на Абсолютное знание как таковое и на Абсолютный смысл, что во многом объясняет возникновение во второй половине XIX в. философских течений иррационализма (поздний Ф. Шеллинг, А. Шопенгауэр).